# Miami Toros 1975
Questa pagina raccoglie i dati riguardanti i Miami Toros nelle competizioni ufficiali della stagione 1975.

## Stagione
La squadra rimase affidata allo statunitense Gregory Myers che con una rosa praticamente invariata rispetto all'anno raggiunse le semifinali playoff per il titolo, perse contro i futuri campioni del T.B. Rowdies. Il trinidadiano Steve David fu miglior marcatore, con 21 reti, ed eletto come miglior giocatore del torneo.

## Organigramma societario
Area direttiva
- General Manager: Peter Bernal

Area tecnica
- Allenatore: Gregory Myers
- Trainer: Chuck Gross

## Rosa
| N.   |                              | Ruolo | Calciatore          |
| ---- | ---------------------------- | ----- | ------------------- |
| 1    | Argentina (bandiera)         | P     | Osvaldo Toriani     |
| 2    | Cuba (bandiera)              | D     | Rafael Argüelles    |
| 3    | Canada (bandiera)            | A     | David Proctor       |
| 4    | Argentina (bandiera)         | C     | Esteban Aránguiz    |
| 5    | Inghilterra (bandiera)       | D     | Ralph Wright        |
| 6    | Stati Uniti (bandiera)       | A     | Nico Bodonczy       |
| 7    | Trinidad e Tobago (bandiera) | A     | Steve David         |
| 8    | Argentina (bandiera)         | C     | Roberto Aguirre     |
| 9/19 | Thailandia (bandiera)        | D     | Trakoon Jirasuradet |
| 10   | Scozia (bandiera)            | D     | Ronnie Sharp        |

| N. |                              | Ruolo | Calciatore       |
| -- | ---------------------------- | ----- | ---------------- |
| 11 | Trinidad e Tobago (bandiera) | C     | Warren Archibald |
| 12 | Stati Uniti (bandiera)       | C     | Steve Baumann    |
| 13 | Inghilterra (bandiera)       | C     | Alan Tinsley     |
| 14 | Argentina (bandiera)         | D     | Olindo Guzmán    |
| 15 | Stati Uniti (bandiera)       | D     | Alan Hamlyn      |
| 16 | Stati Uniti (bandiera)       | D     | Kip Jordan       |
| 17 | Stati Uniti (bandiera)       | D     | Don Ries         |
| 18 | Stati Uniti (bandiera)       | P     | Bill Nuttall     |
| 19 | Trinidad e Tobago (bandiera) | D     | Selris Figaro    |